# Petróleos de Venezuela
Petróleos de Venezuela, S.A. (PDVSA), är ett venezuelanskt multinationellt statsägt petroleum- och naturgasbolag som har verksamheter inom hela petroleum- och naturgasindustrierna. De är världens femte största exportör av petroleum och i början av 2014 passerade de Saudiarabien i att ha den största petroleumreserven i världen. Det finns dock ett stort överhängande problem och det är att petroleumreserven består mest av tung- och extratung råolja, därav är Venezuela och PDVSA i behov av att importera lätt råolja för att kunna blanda ut med det tyngre råoljan man tar upp.
PDVSA äger bland annat amerikanska Citgo och 15% av svenska Nynas.

## Historia

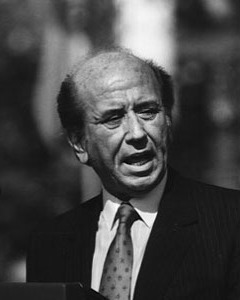
Carlos Andrés Pérez.

Petroleumbolaget bildades 1 januari 1976 av den dåvarande sittande presidenten Carlos Andrés Pérez som valde att nationalisera landets petroleumindustri efter att man insåg hur stor pengamaskin det var då och att man kunde finansiera en del liberala reformer som Pérez ville införa, som att bekämpa fattigdomen hos lokalbefolkningen. Bakgrunden till agerandet härrör till oljekrisen 1973 när priserna skenade på grund av att de arabiska länderna vägrade sälja petroleum till de länder som stötte Israel i oktoberkriget. Baksidan till detta blev att Venezuela hamnade i en ekonomisk stagnation med en ökad inflation och ökad skuldsättning, det blev ett faktum under 1980-talet när priserna föll som en sten på grund av att medlemsländerna i Opec inte följde de uppsatta kvoterna för upptagning av petroleum.